# المجرة (كعيدنة)

تعديل مصدري - تعديل

المجرة هي إحدى قرى عزلة الثلث بمديرية كعيدنة التابعة لمحافظة حجة، بلغ تعداد سكانها 187 نسمة حسب تعداد اليمن لعام 2004.